# Diadegma consumtor
Diadegma consumtor là một loài tò vò trong họ Ichneumonidae.